# Jenny Barrera
Jenny Barrera – peruwiańska zapaśniczka walcząca w stylu wolnym. Zdobyła srebrny medal na mistrzostwach panamerykańskich w 2002 i piąta 2003. Trzecia na igrzyskach boliwaryjskich w 2005 roku.